# 双分子亲核取代反应

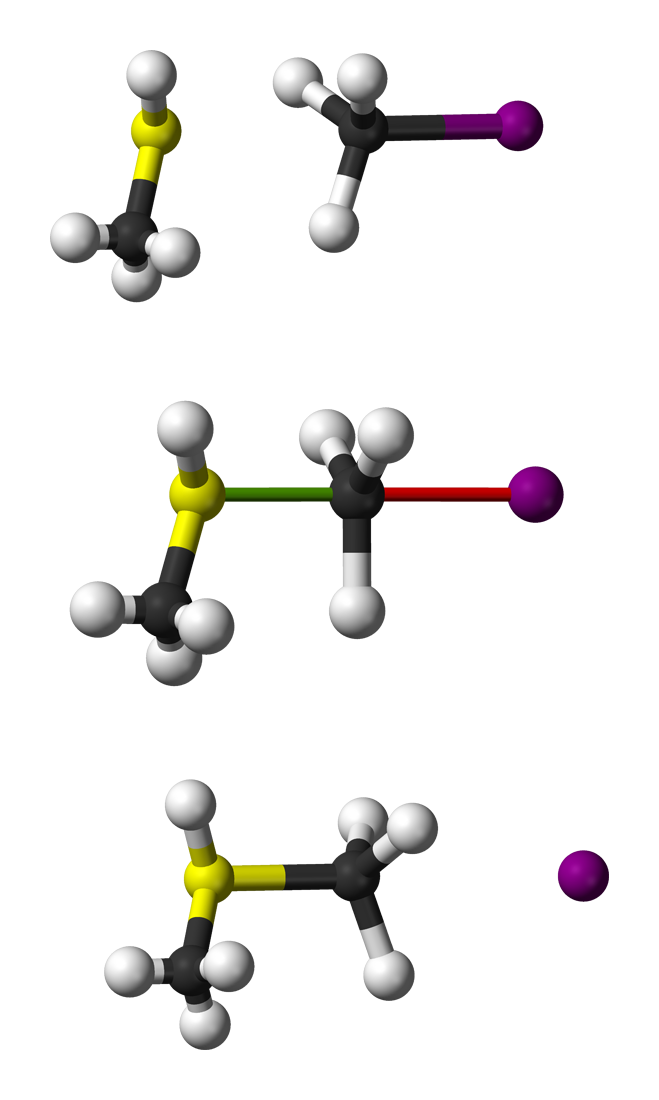
CH_{3}SH与CH_{3}I发生S_{N}2反应的球棍模型示意图。

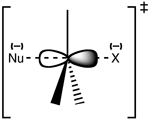
S_{N}2反应过渡态的结构。

SN2反应（双分子亲核取代反应）是亲核取代反应的一类，其中S代表取代（Substitution），N代表亲核（Nucleophilic），2代表反应的决速步涉及两种分子。与SN1反应相对应，SN2反应中，亲核试剂带着一对孤对电子进攻具亲电性的缺电子中心原子，形成过渡态的同时，离去基团离去。反应中不生成碳正离子，速率控制步骤是上述的协同步骤，反应速率与两种物质的浓度成正比，因此称为双分子亲核取代反应。
在无机化学中，常称双分子亲核取代反应类型的反应机理为“交换机理”。

## 反应机理
SN2反应最常发生在脂肪族sp3杂化的碳原子上，碳原子与一个电负性强、稳定的离去基团（X）相连，一般为卤素阴离子。亲核试剂（Nu）从离去基团的正后方进攻碳原子，Nu-C-X角度为180°，以使其孤对电子与C-X键的σ*反键轨道可以达到最大重叠。然后形成一个五配位的反应过渡态，碳约为sp2杂化，用两个垂直于平面的p轨道分别与离去基团和亲核试剂成键。C-X的断裂与新的C-Nu键的形成是同时的，X很快离去，形成含C-Nu键的新化合物。
由于亲核试剂是从离去基团的背面进攻，故如果受进攻的原子具有手性，则反应后手性原子的立体化学发生构型翻转，也称“瓦尔登翻转”。这也是SN2反应在立体化学上的重要特征。反应过程类似于大风将雨伞由里向外翻转。

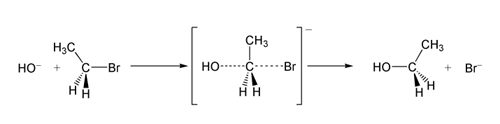
溴乙烷与氢氧根离子发生S_{N}2生成乙醇和溴离子。

上例中，OH−（亲核试剂）进攻C2H5Br（底物）发生SN2反应，经过不稳定的过渡态，最终Br−离去，得到乙醇。
SN2反应也可以在分子内发生，合成的环系一般为五元环、六元环和三元环。分子内的Williamson合成得到环氧化合物，即是这类反应的一个例子。相比下，四元环张力太大，空间上也不利，很难生成；七元、八元之类的大环可以生成，但分子间反应处于优势，需要将反应物以高稀溶液的形式反应，以增大分子内产物的比例。
SN2反应一般发生在伯碳原子上，很难成为有位阻分子的反应机理，并且取代基越多，按SN2机理反应的可能性越小。基团在空间上比较拥挤的分子一般采用SN1机理，可以缓解一部分的位阻，也可生成较稳定的碳正离子（通常为三级碳正离子）。

## 决定速率的因素
- 离去基团的碱性：离去基团的碱性越强，其离去能力越弱，反之亦然。离子的碱性随着所在周期的增加而降低。对于卤素离子而言，碘离子的碱性最弱，因此碘离子是一个很好的离去基团；氟离子则相反，氟代烃也因此很难发生SN2反应。

强碱 F− > Cl− > Br− > I− 弱碱
反应速率 慢 F− < Cl− < Br− < I− 快
- 亲核试剂的亲核性：亲核性需要与上面的碱性相区别。碱性是试剂对质子的亲和能力，而亲核性是试剂形成过渡态时，对碳原子的亲和能力。一般来讲，试剂的电负性、碱性和可极化性越强，其亲核性也越强，因此反应越快。实际上通常需要综合考虑这几个因素以及溶剂的影响。

- 溶剂：SN2反应在质子溶剂中进行时，一方面，溶剂化作用有利于离去基团的离去；另一方面，溶剂也会与亲核试剂发生作用，使亲核试剂与底物的接触变得困难。最后的影响是这两种因素的综合结果。相对而言，極性非質子性分子很少包围负离子，因此对SN2反应是有利的。

- 空间效应：立體阻礙性（含体积大的取代基）会使亲核试剂的亲核性下降从而导致反应变慢。虽然乙醇的酸性比叔丁醇强，但叔丁氧基负离子的亲核性弱于乙氧基负离子，就是因为这个缘故。
- 空間效應：分子大小。分子越大，位阻增加，減慢反應。叔碳分子基本上沒可能發生反應。反應速度：（快）伯>仲>叔（慢）

## 反应动力学
SN2属于二级反应，决速步与两个反应物的浓度相关：亲核试剂[Nu−]和底物[RX]。
r = k[RX][Nu−]
与此相对比的是单分子亲核取代反应—SN1反应，亲核取代反应的另一种机理。此类反应中，底物中的C-X键首先异裂为碳正离子和X−，是较慢的一步，然后亲核试剂Nu−立即与碳正离子结合，得到含C-Nu键的产物。因此该反应的速率控制步骤只和底物的浓度有关，称为单分子亲核取代反应。
需要注意的是，SN1和SN2只是亲核取代反应的两个比较极端的机理，属于理想情况。在因素如离子对的影响下，实际中的反应都会或多或少地兼具这两者机理的成分，有些甚至难以归类。至于反应按哪种机理进行的成分多一些，与具体的反应物结构、类型、溶剂、浓度、温度、亲核试剂、离去基团等因素都有很密切的关系。

## E2竞争
双分子亲核取代反应的一个副反应是E2消除反应：亲核试剂表现碱性，从底物的β-碳夺取氢离子，底物发生消除反应生成烯烃。SN2反应与E2反应的共存与竞争可通过以下实验体现：
上述是磺酸盐负离子与溴代烷在气相发生反应的结果。在水溶液中的趋势是类似的，但还要考虑溶剂效应的影响。当反应物由溴乙烷变为异丁基溴时，位阻大大增加，因此产物也主要变为消除产物。此外，试剂的碱性越强，也会使消除反应产物比例增大。若以碱性更弱的苯甲酸根离子与异丁基溴进行上述反应，取代产物为55%，远远高于磺酸盐负离子反应的15%。

## 另一种机理
2008年时有人提出了SN2的另一种机理：“迂回机理”（Roundabout mechanism）。化学家在借助于“交叉分子束成像法”观测氯离子和碘甲烷在气相的反应时发现，当打出的氯离子具有足够的速度时，反应后碘离子的能量总比预期的要少。根据理论分析推测，能量之所以有损失，是因为氯离子与甲基发生碰撞后，甲基围绕碘原子需要进行迂回的转动，之后才有碘离子的离去以及氯甲烷的生成。